# Scopula seminupta
Scopula seminupta là một loài bướm đêm trong họ Geometridae.